# 希爾伯特第十五問題
希爾伯特第十五問題是希爾伯特的23個問題之一。希爾伯特要求對德國數學家赫曼·舒伯特（Hermann Schubert）的列舉算術賦予嚴格基礎。

## 問題
這個問題可以分成兩部份。第一部份是舒伯特算術，第二部份是列舉幾何。前者已經藉由格拉斯曼簇的拓撲構造與相交理論闡明。後者關係到舒伯特的「數量守恆原理」，這涉及某些相交數在連續變形下的不變性。此原理出現在許多代數幾何的計數問題上，例如：給定空間中四個二次曲面，如何證明恰有666841048個二次曲面與之相切？
雖然相交理論已有長足進展，量子上同調理論也為列舉幾何帶來部份啟發，此學科的現狀離希爾伯特百年前的夢想仍有差距。

## 外部連結
- M. Hazewinkel, , Hazewinkel, Michiel  (编), , Springer, 2001, ISBN 978-1-55608-010-4